# La Prunha
Laprunha (en francès Laprugne) és un municipi francès, situat al departament de l'Alier i a la regió d'Alvèrnia-Roine-Alps. L'any 2007 tenia 365 habitants.

## Demografia

### Població
El 2007 la població de fet de Laprugne era de 365 persones. Hi havia 155 famílies de les quals 48 eren unipersonals (20 homes vivint sols i 28 dones vivint soles), 58 parelles sense fills, 41 parelles amb fills i 8 famílies monoparentals amb fills.
La població ha evolucionat segons el següent gràfic:
Habitants censats

### Habitatges
El 2007 hi havia 531 habitatges, 163 eren l'habitatge principal de la família, 298 eren segones residències i 69 estaven desocupats. 356 eren cases i 175 eren apartaments. Dels 163 habitatges principals, 139 estaven ocupats pels seus propietaris, 23 estaven llogats i ocupats pels llogaters i 1 estava cedit a títol gratuït; 6 tenien dues cambres, 31 en tenien tres, 39 en tenien quatre i 87 en tenien cinc o més. 132 habitatges disposaven pel capbaix d'una plaça de pàrquing. A 70 habitatges hi havia un automòbil i a 66 n'hi havia dos o més.

### Piràmide de població
La piràmide de població per edats i sexe el 2009 era:
| Homes | Edats   | Dones |
| ----- | ------- | ----- |
| 0     | 95 o +  | 0     |
| 4     | 90 a 94 | 8     |
| 4     | 85 a 89 | 20    |
| 16    | 80 a 84 | 4     |
| 4     | 75 a 79 | 20    |
| 32    | 70 a 74 | 28    |
| 8     | 65 a 69 | 0     |
| 4     | 60 a 64 | 12    |
| 0     | 55 a 59 | 4     |
| 20    | 50 a 54 | 20    |
| 12    | 45 a 49 | 4     |
| 8     | 40 a 44 | 12    |
| 12    | 35 a 39 | 16    |
| 12    | 30 a 34 | 12    |
| 4     | 25 a 29 | 20    |
| 8     | 20 a 24 | 8     |
| 12    | 15 a 19 | 20    |
| 16    | 10 a 14 | 16    |
| 4     | 5 a 9   | 8     |
| 0     | 0 a 4   | 4     |

## Economia
El 2007 la població en edat de treballar era de 228 persones, 138 eren actives i 90 eren inactives. De les 138 persones actives 118 estaven ocupades (77 homes i 41 dones) i 20 estaven aturades (2 homes i 18 dones). De les 90 persones inactives 42 estaven jubilades, 14 estaven estudiant i 34 estaven classificades com a «altres inactius».

### Ingressos
El 2009 a Laprugne hi havia 161 unitats fiscals que integraven 353 persones, la mediana anual d'ingressos fiscals per persona era de 14.446 €.

### Activitats econòmiques
Dels 21 establiments que hi havia el 2007, 1 era d'una empresa alimentària, 2 d'empreses de fabricació de material elèctric, 1 d'una empresa de construcció, 6 d'empreses de comerç i reparació d'automòbils, 3 d'empreses de transport, 2 d'empreses d'hostatgeria i restauració, 1 d'una empresa financera, 1 d'una empresa immobiliària, 2 d'empreses de serveis i 2 d'entitats de l'administració pública.
Dels 7 establiments de servei als particulars que hi havia el 2009, 1 era una oficina de correu, 3 tallers de reparació d'automòbils i de material agrícola, 1 fusteria i 2 restaurants.
Dels 3 establiments comercials que hi havia el 2009, 1 era una botiga de menys de 120 m², 1 una fleca i 1 una botiga de roba.
L'any 2000 a Laprugne hi havia 16 explotacions agrícoles que ocupaven un total de 470 hectàrees.

## Equipaments sanitaris i escolars
El 2009 hi havia una escola elemental.

## Poblacions més properes
El següent diagrama mostra les poblacions més properes.